# Storheia (Trondheim)
Storheia er et fjeld i Bymarka i Trondheim. Storheia er med sine 565,6 meter over havet det højeste punkt i Trondheim kommune. 
Det ligger omkring 3 km øst for landsbyen Langørjan.
Fra Storheia er det udsigt over store dele af Trondheimsfjorden, og på særligt klare dage kan man se Snøhetta, der ligger 130 km derfra.
Storheia er sammensat af stor og hei, der betyder "højland" eller "bakke".